# Perdiguera
Perdiguera település Spanyolországban,  Zaragoza tartományban. Perdiguera Villamayor de Gállego, Zaragoza, San Mateo de Gállego, Leciñena, Alcubierre, Farlete és Alfajarín községekkel határos. Lakosainak száma 544 fő (2024).

## Népesség
A település népessége az utóbbi években az alábbiak szerint változott:
| Lakosok száma | 511  | 589  | 647  | 662  | 645  | 613  | 596  | 572  | 553  | 544  |
|               | 2001 | 2004 | 2007 | 2009 | 2012 | 2014 | 2017 | 2019 | 2022 | 2024 |